# Maren Kirkeeide
Maren Hjelmeset Kirkeeide (* 1. März 2003 in Stryn, Sogn og Fjordane) ist eine norwegische Biathletin. Sie ist vierfache Europameisterin. In der Saison 2024/25 gelangen ihr die ersten Podestplätze im Weltcup.

## Sportliche Laufbahn

### Erfolge im Juniorenbereich und vierfache Europameisterin
Maren Kirkeeides erste internationale Rennen im Biathlon waren bei den Jugendwettbewerben der Juniorenweltmeisterschaften 2022 in Soldier Hollow. Dort gewann sie trotz eines Schießfehlers das Sprintrennen und durfte in der Frauenstaffel laufen, klassierte sich hier aber mit über drei Minuten Rückstand auf die siegreichen Italienerinnen als Vierte.
Für Aufsehen sorgte Kirkeeide bei den Saisonvorbereitungsrennen in Sjusjøen Mitte November 2022. Dort konnte sie in Abwesenheit der norwegischen Topbiathleten zwar keinen Podestplatz erreichen, erzielte im zweiten Sprint aber Laufbestzeit und wurde trotz zweier Schießfehler Vierte. Daraufhin gab sie in Idre im Alter von 19 Jahren ihr IBU-Cup-Debüt und wurde im Einzelwettkampf sogleich Zweite. Ihren ersten Sieg feierte Kirkeeide zwei Wochen später, als sie in der Verfolgung von Ridnaun gegen Federica Sanfilippo im Zielsprint gewann. Auch in Osrblie war sie mit dem Sieg im Supersprint erfolgreich und mit der Mixed-Staffel erfolgreich. Daraufhin durfte Kirkeeide in Ruhpolding einen Einzelwettkampf im Weltcup bestreiten und beendete diesen nach drei Fehlern als 50. Ende Januar 2023 bestritt sie ihre ersten Europameisterschaften und gewann, nachdem die Einzelrennen ohne Top-10-Platzierung endeten, an der Seite von Karoline Erdal, Erlend Bjøntegaard und Vebjørn Sørum die Goldmedaille in der Mixedstaffel. Bei den finalen Wettkämpfen in Canmore war Kirkeeide, in Sprint und Mixed-Staffel, zwei weitere Male siegreich, sodass sie beim Weltcupfinale in Oslo einen Startplatz bekam und den dortigen Sprint mit einem Schießfehler auf Rang 25 abschloss. In der IBU-Cup-Gesamtwertung belegte sie den vierten Platz, die Supersprintwertung entschied sie für sich.
Zur Saison 2023/24 wurde Maren Kirkeeide in die norwegische A-Nationalmannschaft aufgenommen, konnte sich bei den Qualifikationsrennen im November in Sjusjøen allerdings nicht für den Weltcup qualifizieren. Sie begann die Saison im Anfang Dezember in Kontiolahti im IBU-Cup, bei dem sie Zweite im Einzel wurde und mit der Mixedstaffel gewann. Danach bestritt sie bis Weihnachten krankheitsbedingt keine Rennen mehr. Im Januar kehrte die Norwegerin zurück und gewann in Martell fehlerfrei den Sprint, woraufhin sie in Ruhpolding und Antholz im Weltcup starten durfte und als bestes Ergebnis einen 29. Platz erzielte. Ende Januar 2024 war Kirkeeide mit drei Goldmedaillen und einer Silbermedaille in vier Rennen die erfolgreichste Athletin bei den Europameisterschaften in Osrblie. Dennoch wurde statt ihr Ida Lien für die Weltmeisterschaften nominiert. Anfang März kehrte Kirkeeide in Oslo in den Weltcup zurück und erreichte mit Platz 12 im Einzel ihr bis dahin bestes Weltcupergebnis, in der Gesamtwertung belegte sie am Saisonende Rang 54.

### Rasanter Aufstieg mit WM-Medaillen
In der Saison 2024/25 steigerte Kirkeeide ein weiteres Mal ihre Leistungen und war als Zehntplatzierte der Weltcupgesamtwertung erstmals beste Norwegerin. Ihren ersten Podestplatz in einem Staffelrennen erzielte sie zu Saisonbeginn in Kontiolahti an der Seite von Juni Arnekleiv, Karoline Knotten und Ingrid Landmark Tandrevold, die erste Top-10-Platzierung in einem Individualbewerb folgte Ende Dezember in Le Grand-Bornand mit Platz fünf in der Verfolgung. Im Sprint von Oberhof erreichte die Norwegerin schließlich den zweiten Rang, dabei stand sie neben Paula Botet und Milena Todorowa, welche beide wie Kirkeeide vorher noch keine Podestplatzierung erreicht hatten, auf dem Siegerpodest. Im zugehörigen Verfolger wurde sie erneut Zweite. Auch bei den Weltmeisterschaften in der Lenzerheide zeigte die 21-Jährige ihr Potenzial, indem sie die Frauenstaffel als Schlussläuferin auf den zweiten Rang führte und im Massenstart die Bronzemedaille gewann. Im letzten Trimester erreichte sie in zwei weiteren Staffelwettkämpfen das Podium, bei den nationalen Meisterschaften gewann sie mit starken Leistungen in allen drei Rennen Gold.

## Persönliches
Kirkeeide ist die Nichte des ehemaligen Skilangläufers Odd-Bjørn Hjelmeset und Cousine von Lars Agnar Hjelmeset. Auch ist sie die Cousine des ehemaligen Weltklasse-Skispringers Anders Fannemel. Sie stammt wie Tarjei und Johannes Thingnes Bø aus Stryn und startet ebenfalls für den Markane Idrettslag. Sie lebt in Lillehammer. Ihr Bruder Simon ist ebenfalls als Biathlet aktiv.

## Statistiken

### Weltcupplatzierungen
Die Tabelle zeigt alle Platzierungen (je nach Austragungsjahr einschließlich Olympische Spiele und Weltmeisterschaften).
- 1.–3. Platz: Anzahl der Podiumsplatzierungen
- Top 10: Anzahl der Platzierungen unter den ersten zehn (einschließlich Podium)
- Punkteränge: Anzahl der Platzierungen innerhalb der Punkteränge (einschließlich Podium und Top 10)
- Starts: Anzahl gelaufener Rennen in der jeweiligen Disziplin
- Staffel: inklusive Mixed- und Single-Mixed-Staffeln

| Platzierung               | Einzel | Sprint | Verfolgung | Massenstart | Staffel | Gesamt |
| ------------------------- | ------ | ------ | ---------- | ----------- | ------- | ------ |
| 1. Platz                  |        |        |            |             |         |        |
| 2. Platz                  |        | 1      | 1          |             | 3       | 5      |
| 3. Platz                  |        |        |            |             | 3       | 3      |
| Top 10                    | 1      | 1      | 3          |             | 7       | 12     |
| Punkteränge               | 3      | 9      | 7          | 5           | 7       | 31     |
| Starts                    | 6      | 11     | 9          | 5           | 7       | 38     |
| Stand: Saisonende 2024/25 |        |        |            |             |         |        |

### Weltcupwertungen
Ergebnisse bei Weltcups (Disziplinen- und Gesamtweltcup) gemäß Punktesystem.
| Saison  | Einzel | Einzel | Sprint | Sprint | Verfolgung | Verfolgung | Massenstart | Massenstart | Gesamt | Gesamt |
| Saison  | Platz  | Punkte | Platz  | Punkte | Platz      | Punkte     | Platz       | Punkte      | Platz  | Punkte |
| ------- | ------ | ------ | ------ | ------ | ---------- | ---------- | ----------- | ----------- | ------ | ------ |
| 2022/23 | –      | –      | 64.    | 16     | –          | –          | –           | –           | 74.    | 16     |
| 2023/24 | 37.    | 29     | 68.    | 12     | 65.        | 11         | 39.         | 14          | 54.    | 66     |
| 2024/25 | 28.    | 41     | 8.     | 204    | 7.         | 214        | 19.         | 89          | 10.    | 548    |

### Biathlon-Weltmeisterschaften
Ergebnisse bei den Weltmeisterschaften:
| Weltmeisterschaften | Weltmeisterschaften | Einzelwettbewerbe | Einzelwettbewerbe | Einzelwettbewerbe | Einzelwettbewerbe | Staffelwettbewerbe | Staffelwettbewerbe | Staffelwettbewerbe |
| Jahr                | Ort                 | Einzel            | Sprint            | Verfolgung        | Massenstart       | Damenstaffel       | Mixedstaffel       | S.-M.-Staffel      |
| ------------------- | ------------------- | ----------------- | ----------------- | ----------------- | ----------------- | ------------------ | ------------------ | ------------------ |
| 2025                | Lenzerheide         | 8.                | 16.               | 33.               | 3.                | 2.                 | 4.                 | –                  |

### Jugendweltmeisterschaften
Ergebnisse bei den Jugendweltmeisterschaften:
| Weltmeisterschaften | Weltmeisterschaften | Einzelwettbewerbe | Einzelwettbewerbe | Einzelwettbewerbe | Damenstaffel  |
| Jahr                | Ort                 | Einzel            | Sprint            | Verfolgung        | Damenstaffel  |
| ------------------- | ------------------- | ----------------- | ----------------- | ----------------- | ------------- |
| 2022                | Soldier Hollow      | 17.               | 1.                | 5.                | 4. (Junioren) |

### IBU-Cup-Siege
| Nr. | Datum         | Ort              | Disziplin      |
| --- | ------------- | ---------------- | -------------- |
| 1.  | 17. Dez. 2022 | Ridnaun          | Verfolgung     |
| 2.  | 5. Jan. 2023  | Osrblie          | Supersprint    |
| 3.  | 8. Jan. 2023  | Osrblie          | Mixedstaffel 1 |
| 4.  | 8. Jan. 2023  | Lenzerheide (EM) | Mixedstaffel 2 |
| 5.  | 25. Feb. 2023 | Canmore          | Sprint         |
| 6.  | 4. März 2023  | Canmore          | Mixedstaffel 3 |
| 7.  | 3. Dez. 2023  | Kontiolahti      | Mixedstaffel 4 |
| 8.  | 6. Jan. 2024  | Martell          | Sprint         |
| 9.  | 24. Jan. 2024 | Osrblie (EM)     | Einzel         |
| 10. | 27. Jan. 2024 | Osrblie (EM)     | Verfolgung     |
| 11. | 28. Jan. 2024 | Osrblie (EM)     | Mixedstaffel 5 |